# Liste der Biografien/Chw
Liste der Biografien |
Portal Biografien |
Personensuche
# |
A |
B |
C |
D |
E |
F |
G |
H |
I |
J |
K |
L |
M |
N |
O |
P |
Q |
R |
S |
T |
U |
V |
W |
X |
Y |
Z |
?
 
Ca |
Cb |
Cc |
Ce |
Ch |
Ci |
Cj |
Ck |
Cl |
Cm |
Cn |
Co |
Cr |
Cs |
Ct |
Cu |
Cv |
Cw |
Cy |
Cz
 
Cha |
Chb |
Che |
Chh |
Chi |
Chk |
Chl |
Chm |
Chn |
Cho |
Chr |
Cht |
Chu |
Chv |
Chw |
Chy
Die Liste der Biografien führt alle Personen auf, die in der deutschsprachigen Wikipedia einen Artikel haben. Dieses ist eine Teilliste mit 42 Einträgen von Personen, deren Namen mit den Buchstaben „Chw“ beginnt.

## Chw

### Chwa
- Chwala, Adolf (1836–1900), tschechischer Landschaftsmaler
- Chwala, Fritz (1872–1936), österreichischer Landschaftsmaler
- Chwalba, Andrzej (* 1949), polnischer Historiker
- Chwalejew, Pawel (* 1984), russischer DJ
- Chwalejew, Witali (* 1979), russischer DJ
- Chwalek, Martha (1899–1986), deutsche Gewerkschafterin
- Chwalek, Roman (1898–1974), deutscher Politiker (USPD, KPD, SED), MdR, MdV, Minister für Arbeit der DDR
- Chwalińska, Maja (* 2001), polnische TennisspielerinMaja Chwalińska (* 2001)

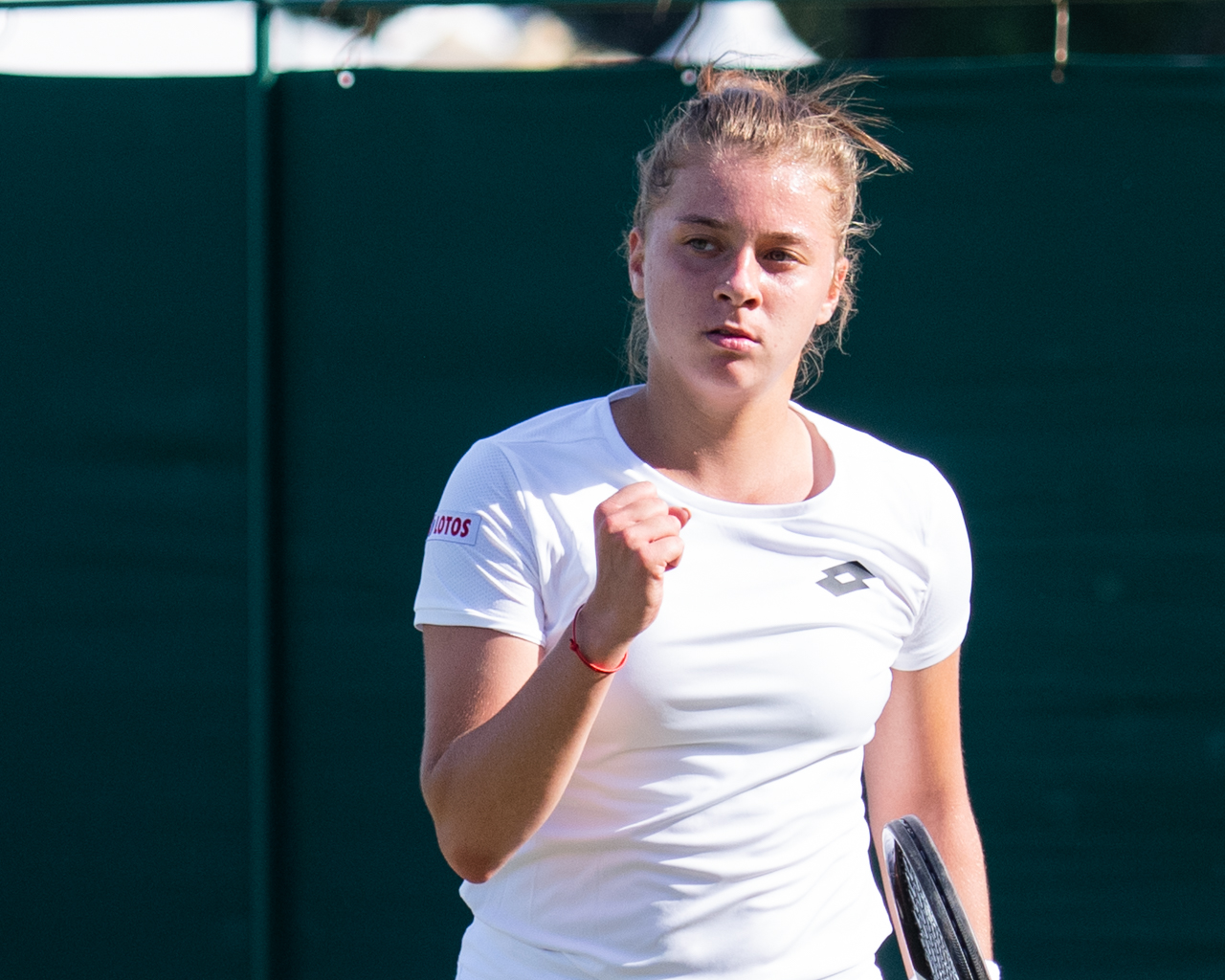
Maja Chwalińska (* 2001)

- Chwalkowski, Samuel von († 1705), brandenburgisch-preußischer Staatsmann
- Chwalla, Ernst (1901–1960), österreichischer Bauingenieur
- Chwarizmi, al-, muslimischer Universalgelehrter (Mathematiker, Astronom, Geograph)
- Chwasak, parthischer Satrap in Susa
- Chwast, Seymour (* 1931), US-amerikanischer Grafikdesigner, Illustrator, Typograf und Lehrer
- Chwaszcza, Christine (* 1962), deutsche Philosophin und Hochschullehrerin
- Chwatal, Arno (1897–1963), deutscher Handlungsgehilfe und Politiker (DSP, GDAP), MdR
- Chwatal, Carl Joseph (1811–1887), deutscher Orgelbauer böhmischer Herkunft
- Chwatal, Franz Xaver (1808–1879), deutsch-tschechischer Komponist und Musikpädagoge
- Chwatow, Gennadi Alexandrowitsch (1934–2020), sowjetischer bzw. russischer Admiral

### Chwe
- Chwedczuk, Józef (1902–1979), polnischer Organist und Musikpädagoge
- Chwedyk, Richard (* 1955), US-amerikanischer Science-Fiction-Autor
- Chweneyagae, Presley (1984–2025), südafrikanischer Schauspieler

### Chwi
- Chwiendacz, Grzegorz (1932–2017), polnischer Radrennfahrer
- Chwierut, Janusz (* 1965), polnischer Politiker, Mitglied des Sejm
- Chwiliwizkaja, Marija Iossifowna (1892–1969), russische bzw. sowjetische Kardiologin und Hochschullehrerin
- Chwin, Krystyna (* 1950), polnische Dichterin, Schriftsteller und Herausgeberin
- Chwin, Stefan (* 1949), polnischer Schriftsteller und Literaturhistoriker
- Chwistek, Leon (1884–1944), polnischer Mathematiker, Maler, Kunsttheoretiker, Philosoph und Dichter

### Chwo
- Chwoika, Wikentij (1850–1914), ukrainisch-tschechischer Archäologe
- Chwolson, Daniil Awraamowitsch (1819–1911), russischer Orientalist und Altertumsforscher
- Chwolson, Orest Danilowitsch (1852–1934), russischer Physiker
- Chworostinin, Iwan Andrejewitsch († 1625), russischer Politiker, Fürst, Heerführer und Schriftsteller
- Chworowa, Irina Wassiljewna (1913–2003), sowjetisch-russische Geologin und Paläontologin
- Chwoschtschinskaja, Nadeschda Dmitrijewna (1821–1889), russische Schriftstellerin und Übersetzerin
- Chwostenko, Oksana (* 1977), ukrainische Biathletin
- Chwostow, Dmitri Grigorjewitsch (* 1989), russischer Basketballspieler
- Chwostow, Jewgeni Wladimirowitsch (* 1981), russischer Eishockeyspieler
- Chwostow, Nikolai Alexandrowitsch (1776–1809), russischer Abenteurer
- Chwostowa, Alexandra Petrowna (1768–1853), russische Schriftstellerin
- Chwostowa, Xenija Wladimirowna (1934–2021), sowjetisch-russische Byzantinistin

### Chwy
- Chwylja, Alexander Leopoldowitsch (1905–1976), sowjetischer Schauspieler
- Chwylja, Andrij (1898–1938), sowjetisch-ukrainischer Journalist und Funktionär
- Chwylowyj, Mykola (1893–1933), ukrainischer Schriftsteller und Publizist